# 特雷布涅市鎮

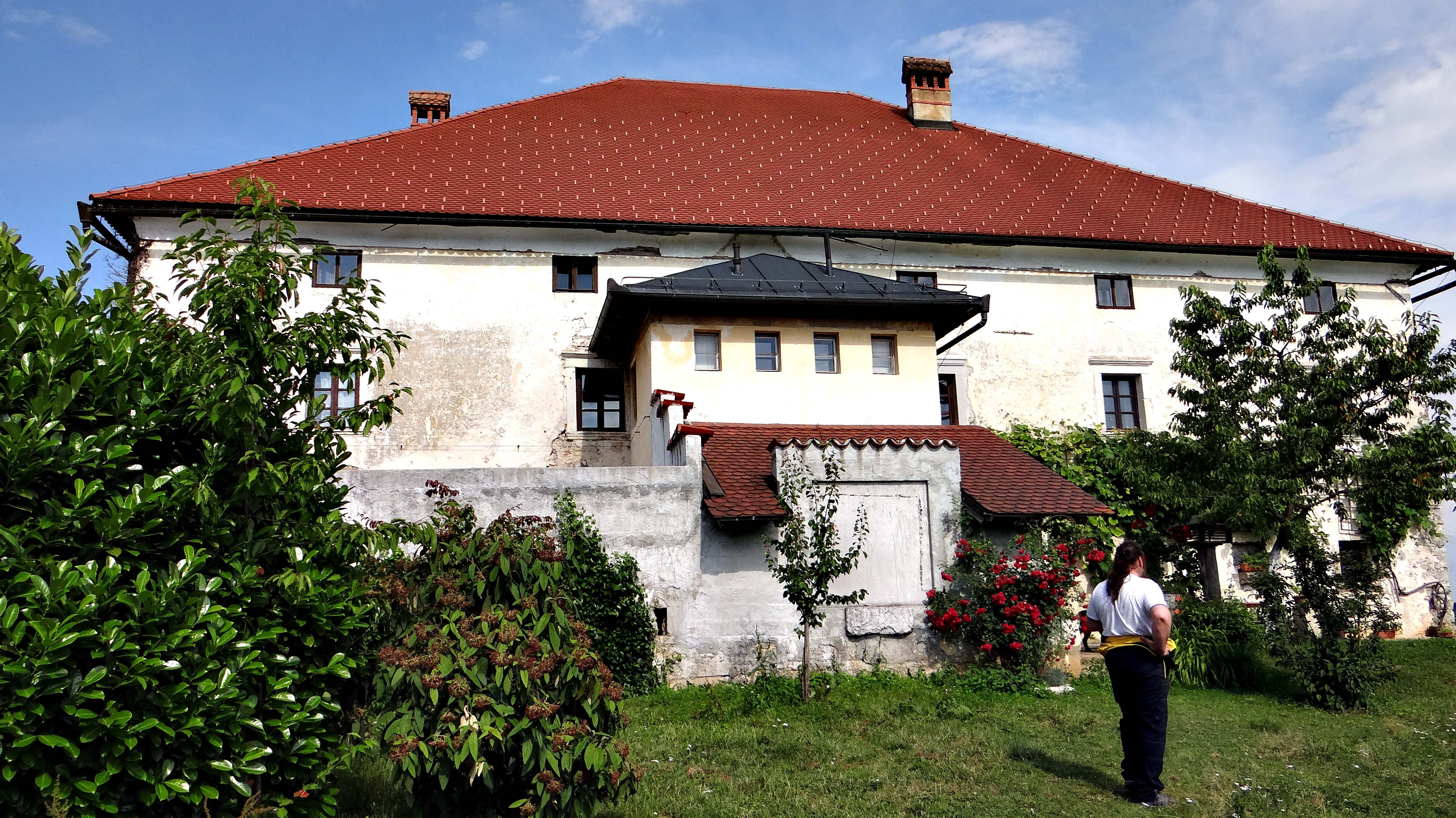
一幢庄园别墅

45°54′N 15°01′E / 45.900°N 15.017°E
特雷布涅市鎮，是斯洛文尼亞东南部的一個市镇，行政中心为特雷布涅，傳統上屬於下卡尼奧拉地區。市镇面積为195平方公里，2010年人口数量为14,641人，人口密度每平方公里75人。
该市镇设立于1994年10月3日。其所辖范围曾有多次变化。